# Киркпатрик, Энн
Энн Лейла Киркпатрик (англ. Ann Leila Kirkpatrick; род. 24 марта 1950) — американский политик, представляющая Демократическую партию. Член Палаты представителей США от штата Аризона (2009—2011, 2013—2017, с 2019).

## Биография
Родилась и выросла в резервации индейцев-апачей в окрестностях Мак-Нэри, штат Аризона. Её родители были белыми американцами, которые жили и работали в резервации. Когда Киркпатрик училась во втором классе, её семья переехала в Пинтоп-Лейк. Её дядя по материнской линии, Уильям Бурдон, был избран членом Палаты представителей Аризоны.
Окончила Аризонский университет со степенью бакалавра искусств по востоковедению азиатских стран (1972) и доктора права (1979). Владеет севернокитайским языком.
В 1980 году была избрана заместителем окружного прокурора округа Коконино, затем работала городским прокурором в Седоне. В 2004 году избралась в Палату представителей Аризоны, в 2006 году переизбрана на второй срок.

### В Палате представителей США
24 июля 2007 года, Киркпатрик отказалась от своего мандата, чтобы участвовать в выборах в Палату представителей США по первому избирательному округу Аризоны. Действующий конгрессмен-республиканец Рик Рензи не стал переизбираться в связи с обвинениями со стороны федеральных властей в совершении коррупционных преступлений, за которые он в итоге был приговорен к тюремному заключению. На выборах, состоявшихся в ноябре 2008 года, Киркпатрик одержала победу, получив 56 % голосов избирателей.
На выборах 2010 года проиграла республиканцу Полу Госару, который набрал 49,7 % голосов избирателей против 43,7 % за Киркпатрик. После поражения перадала более $100 000 в качестве бонусов и отпускных своим помощникам.

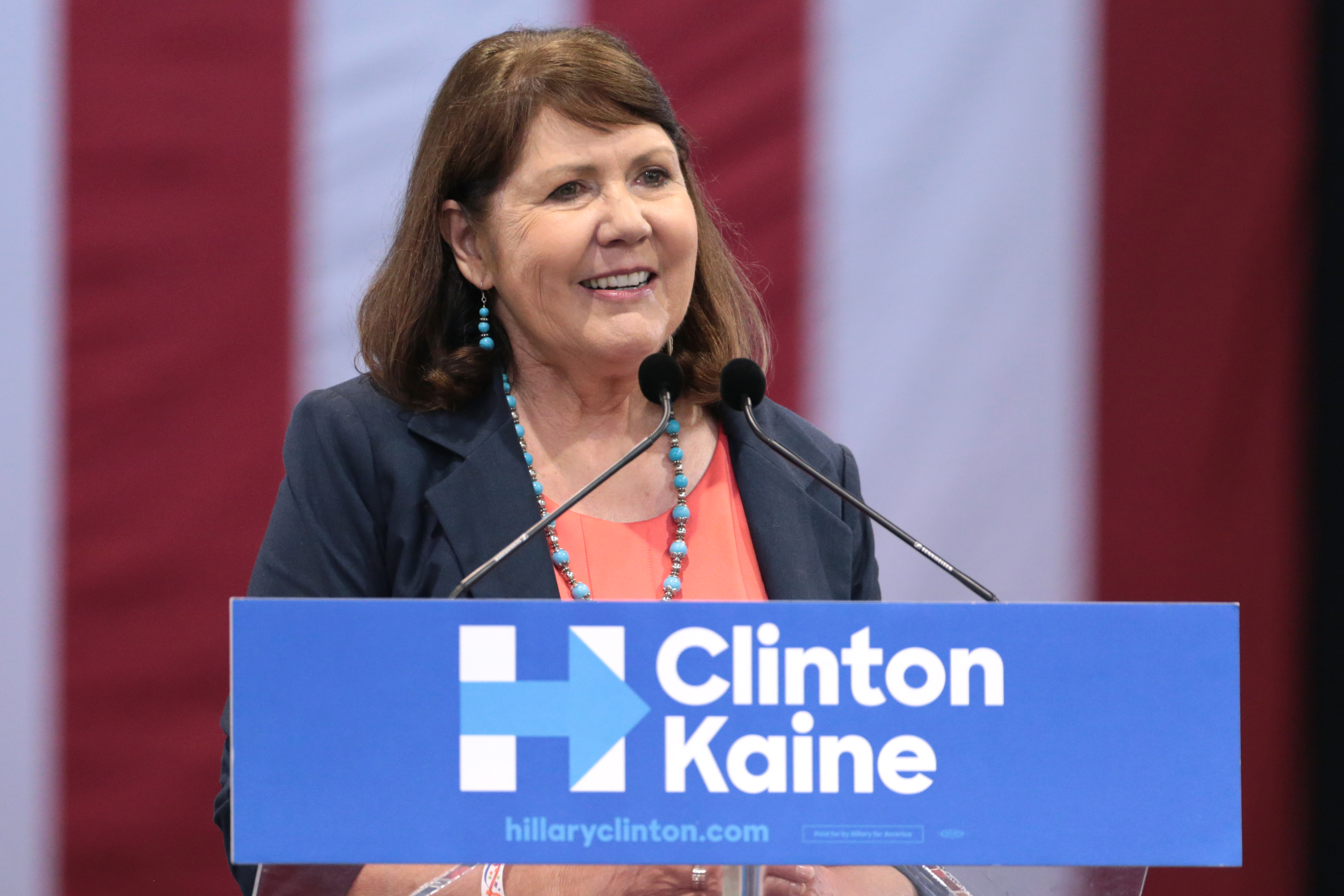
Киркпатрик выступает в поддержку президентской кампании Хиллари Клинтон, 2016 год

По итогам переписи 2010 года границы избирательных округов были изменены, и первый округ Аризоны стал более благоприятным для Демократической партии. Киркпатрик изначально планировала участвовать в выборах против Госара, однако он переехал в Прескотт и баллотировался более прореспубликанском четвёртом округе. По итогам выборов она вернулась в Конгресс, победив республиканца Джонатана Патона. В 2013 году вместе с Полом Госаром предложила законопроект, позволяющий добычу в Аризоне более миллиона фунтов (около 450 тонн) меди компанией Resolution Copper Mining Co.
В 2016 году Киркпатрик баллотировалась в Сенат США от Аризоны, но проиграла действующему сенатору-республиканцу Джону Маккейну.
В 2017 году переехала в Тусон, чтобы участвовать в выборах в Палату представителей по второму округу Аризоны. 6 ноября 2018 года она одержала победу, набрав 54,7 % голосов избирателей. В 2020 году была переизбрана на новый срок.
В марте 2021 года заявила, что не будет участвовать в выборах 2022 года.